# Protesten in Bahrein
De protesten in Bahrein waren een serie demonstraties op de eilandstaat Bahrein in de Perzische Golf. De demonstraties begonnen op 14 februari 2011, in navolging van protesten in andere delen van de Arabische wereld. De demonstranten eisen grotere politieke vrijheid en respect voor de mensenrechten; ook willen demonstranten een einde maken aan de monarchie.
Centrum van de protesten is het Parelplein in Manamah.

## Achtergrond

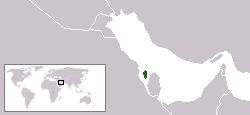
Ligging van Bahrein

Bahrein heeft een overwegend sjiitische bevolking. Veel sjiieten voelen zich door de soennitische elite echter als tweederangsburgers behandeld. De soennitische machthebbers zijn bang dat Iran de sjiitische meerderheid in hun land gebruikt om zijn invloed in het gebied uit te breiden.
Bahrein is gastheer van de Amerikaanse vijfde vloot en is dus van cruciaal belang voor het Amerikaanse ministerie van Defensie, zij proberen te voorkomen dat Iran zijn macht uitbreidt. De regeringen van Saoedi-Arabië en andere Golfstaten zijn een groot voorstander van de koning van Bahrein.
Bahrein is een van de meest politiek instabiele landen in de Golfregio. Bahrein was de eerste Golfstaat waar de onrust in de Arabische wereld voet aan de grond kreeg. De vrees bestaat dat de onrust zich uitbreidt naar andere landen. 27 februari 2011 vonden ook in Oman demonstraties plaats en er zijn oproepen gedaan voor betogingen in Koeweit en Saoedi-Arabië.

## Protesten van dag tot dag

### 14 februari 2011
Op 14 februari 2011 werden gevechten gemeld uit delen van Bahrein. Er cirkelden helikopters over Manamah en er was veel politie op de been in de sjiitische dorpen. Ten minste 14 mensen raakten gewond bij confrontaties met de politie in de sjiitische dorpen. Er viel die dag 1 dode, een jongeman van 17 jaar, genaamd Ali Abdul Hadi Mushaimai. Demonstranten verplaatsten zich in de loop van de dag naar een andere locatie. In de nacht van 14 op 15 februari waren er ongeveer 700 demonstranten op de been.

### 15 februari 2011
Op 15 februari 2011 opende de politie naar verluidt het vuur tijdens de begrafenis van een demonstrant, 1 persoon werd gedood en er vielen ten minste 25 gewonden.
Het aantal demonstranten nam toe en de oppositiepartij met het grootste aantal zetels in Bahrein, al-Wefaq, steunde de demonstraties. De oppositiepartij heeft besloten om het parlement te boycotten. Duizenden demonstranten slaagden erin om het Parelplein in handen te krijgen. De demonstranten wilden hiermee een eigen Tahrirplein, het centrum van de Egyptische protesten, creëren.

### 16 februari 2011
Op 16 februari 2011 bleven duizenden demonstranten de Pearl Rotonde bezetten. Een rouwstoet voor de demonstrant die is gedood op 15 februari werd gehouden zonder politie-interventie, dit tot grote opluchting van de demonstranten. Er kwamen deze dag honderden extra demonstranten bij. Enkele parlementsleden hebben aangegeven dat ze de koninklijke familie uit hun ambt willen zetten.

### 17 februari 2011
Op 17 februari 2011 om ongeveer 3 uur 's nachts lokale tijd vond er een grote politieactie plaats. Volgens de oppositie kwamen er drie mensen om bij de politieactie. Er raakten maar liefst 231 mensen gewond. Er braken een aantal gevechten uit in de straten van Manamah. Er waren ook meldingen van tientallen gepantserde voertuigen op weg naar de Parelrotonde. Volgens een correspondent van Al-Jazeera lagen ziekenhuizen in Manamah vol met mensen die gewond waren geraakt tijdens de politieactie.

### 18 februari 2011

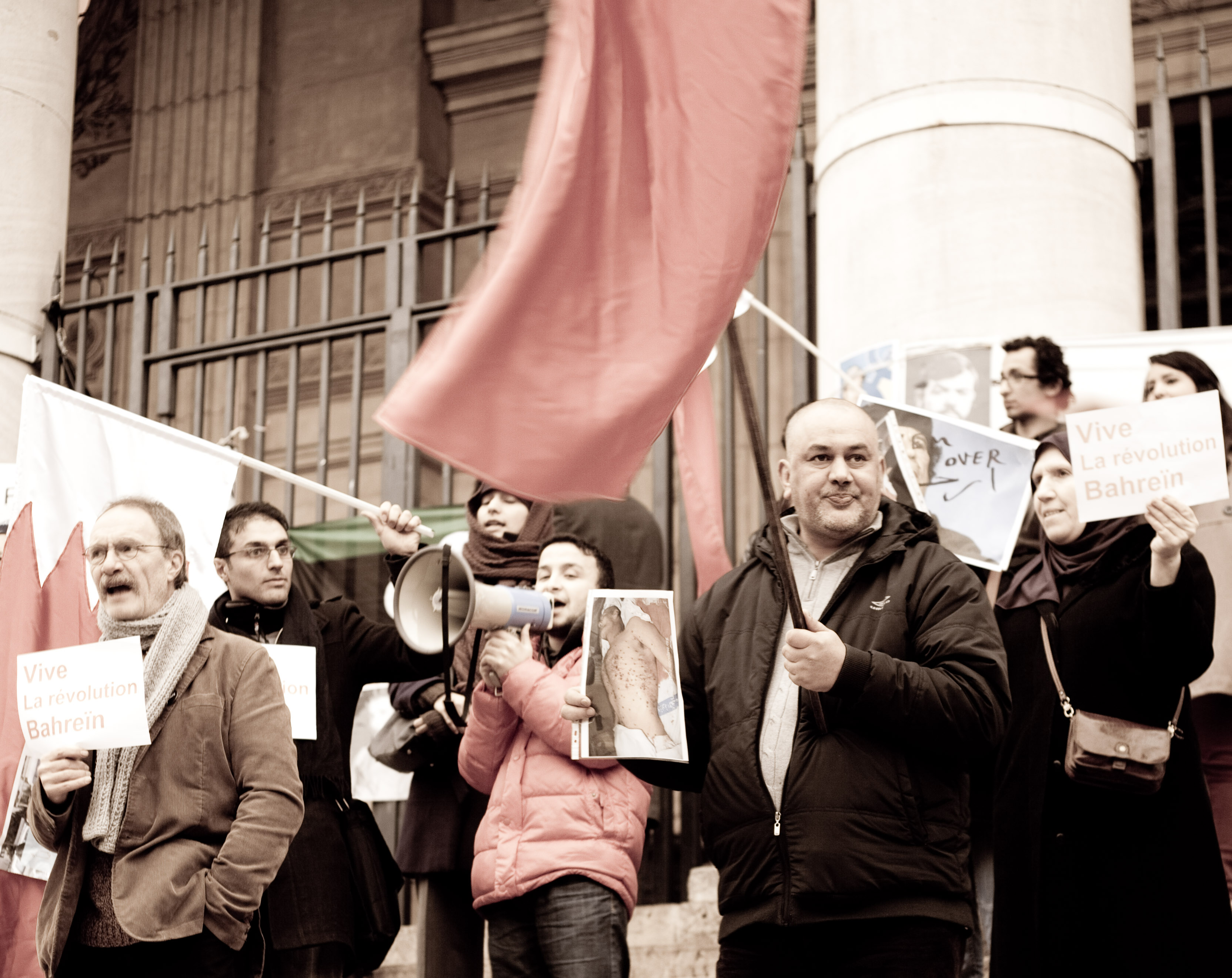
Protesterende Bahreiners in Brussel

Op 18 februari 2011 schoten de regeringstroepen met scherp op demonstranten, rouwende mensen en journalisten. Veiligheidstroepen schoten op medici tijdens het verzorgen van de gewonden in ambulances. Ten minste vijf mensen kwamen om en er raakten 66 mensen gewond. Demonstranten werden tijdens begrafenissen beschoten door de politie. Sommige demonstranten staken hun handen in de lucht en schreeuwden "Vrede! Rustig!"

### 19 februari 2011
De militairen en de politie trokken zich terug uit de hoofdstad. Duizenden demonstranten keerden terug naar de Parelrotonde.

### 20 februari 2011
De nacht op het Parelplein verloopt rustig. Enkele honderden demonstranten vieren de herovering van het plein. Ali Salmane, de leider van een van de grootste oppositiebewegingen, roept op om onder alle omstandigheden vreedzaam te blijven.

### 21 februari 2011
Het Bahreins Nieuws Agentschap, een tak van Bahreins Ministerie van Cultuur en Informatie, beweert dat 300.000 Bahreinse inwoners (meer dan 50% van de lokale bevolking; totaal 568.000) zich hadden verzameld op het terrein tegenover de Al Fateh-moskee in Manamah. Buitenlands nieuwszenders zoals CNN hebben de officiële statistieken aangeduid als zeer onrealistisch en schat dat het werkelijke aantal demonstranten op ongeveer 20.000 tot 50.000.
De Grand Prix Formule 1 is voorlopig geschrapt vanwege het aanhoudende protest.

### 22 februari 2011
Er wordt een mars georganiseerd door zowel pro-overheid als anti-overheid demonstranten.
Verschillende bronnen suggereerde dat er meer dan 100.000 anti-overheid demonstranten, dat is meer dan 12% van de bevolking, op de been waren. Koning Hamad beloofde de vrijlating van een aantal politieke gevangenen.

### 23 februari 2011
Voor de tiende dag op rij protesteren demonstranten tegen de regering op het Parelplein. Er wordt opgeroepen om na het vrijdaggebed een groot protest te houden en om te rouwen voor alle doden die zijn gevallen. De protesten zullen worden gehouden op twee verschillende locaties, één daarvan is het Salmaniya Medical Complex, waarin alle gewonden die zijn gevallen worden behandeld. De tweede locatie is het Parelplein en de Parelrotonde.

### 24 februari 2011
Voor de elfde dag op rij zijn er duizenden anti-regering demonstranten aanwezig op het Parelplein.

### 25 februari 2011
Grote groepen demonstranten verzamelden zich op het Parelplein voor het vrijdaggebed. Op het plein hebben de betogers tientallen tenten en kraampjes opgezet in een poging hun positie te verstevigen. Een monument en verscheidene muren op het plein zijn beklad met anti-regeringsleuzen.
Sinds het uitbreken van de demonstraties zijn zeven betogers om het leven gekomen. De regering heeft vrijdag uitgeroepen tot dag van rouw voor de overledenen.

### 26 februari 2011
De Koning ontslaat 5 ministers, dit om de oppositie tevreden te stellen.
Oppositieleider Hasan Mushaima is vrijgelaten door de Libanese autoriteiten nadat hij was aangehouden omdat er een beval lag van Interpol dat was afgegeven in 2010. Er vonden enkele protesten plaats in de nacht, mede omdat de oppositieleider was vrijgelaten.

### 27 februari 2011
Demonstranten hebben een mars gepland naar het Ministerie van Justitie, ze eisen de vrijlating van meer politieke gevangenen. Duizenden demonstranten zijn zondag de straat opgegaan in de Bahreinse hoofdstad Manamah. Ze scandeerden leuzen en verwierpen een oproep van koning Hamad bin Isa Al Khalifa tot gesprekken om de crisis in het Golfstaatje te bezweren. Zeker drie afzonderlijke protestmarsen legden de hoofdstad lam.

### 28 februari 2011
Honderden anti-regeringsbetogers hebben bij het parlementsgebouw in de Bahreinse hoofdstad Manamah een menselijke keten gevormd en zo de toegang tot het gebouw geblokkeerd. Een vergadering van het Hogerhuis, waarvan de veertig leden door de koning zijn benoemd, werd om die reden afgeblazen. Sinds het begin van de protestbeweging zijn al zeker zeven doden en honderden gewonden gevallen.

### 1 maart 2011
Dertig tanks zijn laat op maandagavond (28-02) van Saoedi-Arabië naar Bahrein vervoerd. Het vervoer ging over de 25 kilometer lange koning Fahdsnelweg die Saoedi-Arabië met Bahrein verbindt. Het ging om vijftien opleggers die elk twee tanks vervoerden. Het GP2 Asia-seizoen 2011 zal worden afgesloten op het circuit van Imola. Eigenlijk hadden er dit seizoen vier races moeten plaatsvinden in Bahrein, maar door de protesten en de politieke onrust werden die alle vier van de kalender gehaald.

### 2 maart 2011
Er werd een pro-regering demonstratie gehouden in het Al Fateh-centrum. De Bahreinse staatstelevisie zei dat er meer dan 450 duizend Bahreiners deze avond een protestactie houden in reactie op de pro-regerings demonstratie. De demonstranten eisen het opstappen van de regering en de vrijlating van meer politieke gevangenen.

### 3 maart 2011
Op 3 maart treedt de politie op met traangas, omdat verschillende demonstranten de confrontatie opzoeken. Dit is het eerste incident met sektarisch geweld sinds de anti-overheid demonstraties begonnen in Bahrein.
Abdul-Jalil Khalil, een leider van de sjiitische oppositie, zei dat hij bereid was om een dialoog aan te gaan met de zittende leiders.

### 4 maart 2011
Tienduizenden betogers tegen de regering hadden zich verzameld buiten het hoofdkwartier van de Bahreinse staatstelevisie. Sheikh Ali Salman, het hoofd van Al Wefaq, riep op tot soennitische-sjiitische harmonie, naar aanleiding van de sektarische botsingen een dag eerder.
Zes oppositiegroepen hebben hun eisen aan de regering medegedeeld.

### 6 maart 2011
Duizenden demonstranten hebben zich verzameld buiten het kantoor van de premier in Bahrein om te eisen dat hij aftreedt, terwijl een vergadering van de regering aan de gang was er. Duizenden demonstranten bivakkeren op het Parelplein.

### 8 maart 2011
Drie sjiitische groepen, beter bekend als de "Coalitie voor een Bahreinse Republiek", pleiten voor de afschaffing van de monarchie en de oprichting van een democratische republiek.

### 13 maart 2011
De ongeregeldheden in Bahrein laaien weer op.

### 14 maart 2011
Naar de aanleiding van de ongeregeldheden van de dag ervoor heeft Saoedi-Arabië op verzoek van de regering van Bahrein 1000 militairen gestuurd om de orde in het land te helpen herstellen.

### 15 maart 2011
Hoewel de koning van Bahrein voor drie maanden de noodtoestand heeft afgekondigd gaat het oproer door.

### 18 maart 2011
De overheid haalde het monument op het Parelplein naar beneden, omdat het te veel een teken van de opstand was geworden.

### 28 april 2011
Een militaire rechtbank legt vier demonstranten de doodstraf op en geeft drie demonstranten levenslange gevangenisstraf.

### 1 juni 2011
De in maart uitgeroepen noodtoestand wordt opgeheven. De oppositie kondigt nieuwe demonstraties aan.

### 2 juli 2011
Begin van een door de soennitische machthebbers uitgeroepen 'nationale dialoog', waaraan ook de belangrijkste sjiitische oppositiebeweging deel hebben genomen.